# Villanière
Villanière (okzitanisch Vilanièra) ist eine französische Gemeinde mit 147 Einwohnern (Stand 1. Januar 2022) im Département Aude in der Region Okzitanien. Sie gehört zum Arrondissement Carcassonne und zum Kanton La Vallée de l’Orbiel.

## Nachbargemeinden
Nachbargemeinden von Villanière sind Les Ilhes im Norden, Lastours im Osten, Salsigne im Südwesten und Miraval-Cabardès im Nordwesten.

## Bevölkerungsentwicklung
| Jahr      | 1962 | 1968 | 1975 | 1982 | 1990 | 1999 | 2017 |
| Einwohner | 242  | 200  | 140  | 145  | 133  | 100  | 137  |

## Sehenswürdigkeiten
- Kapelle Saint-Julien-et-Sainte-Basilisse